# تاريخ مليلية

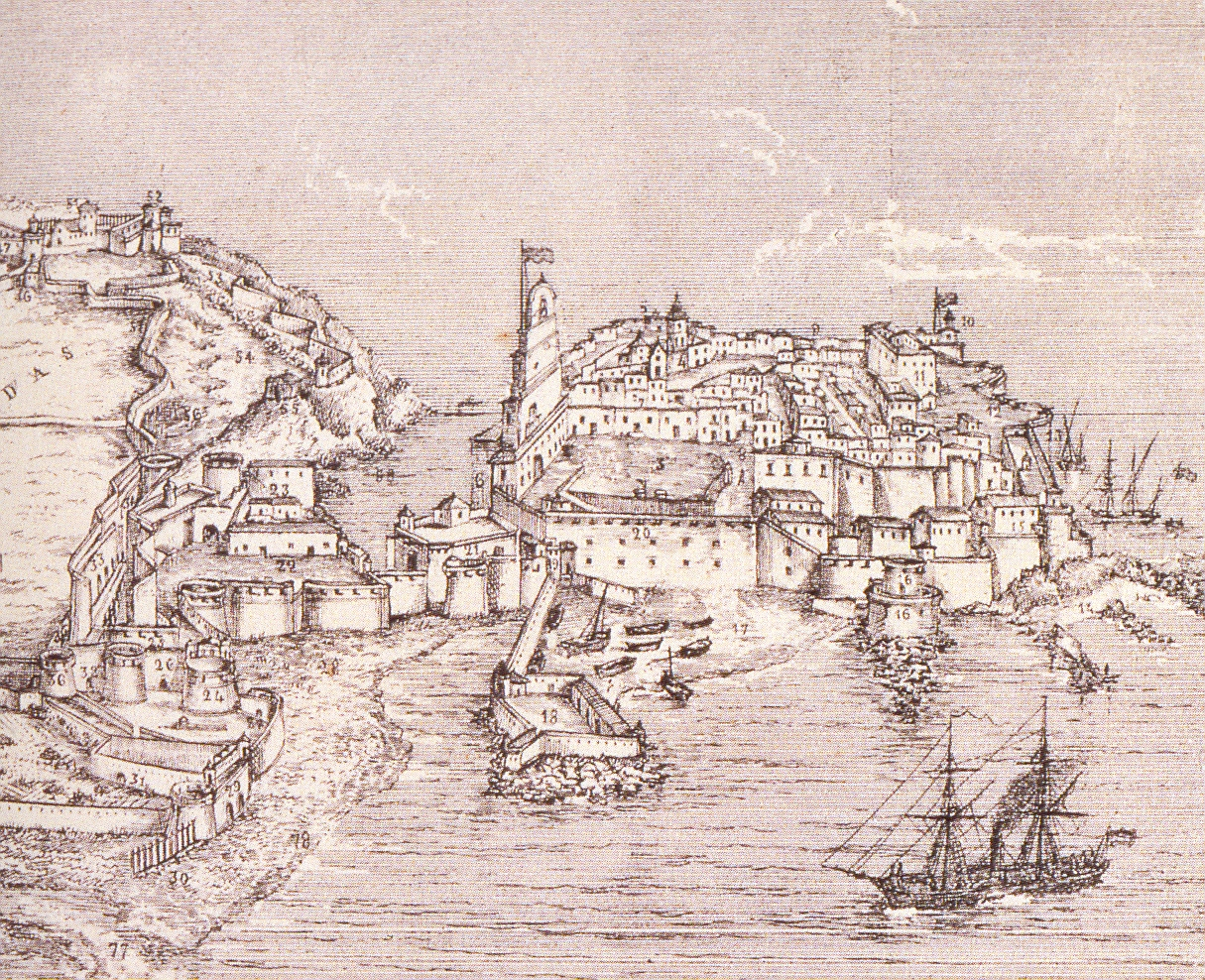
أسوار مليلية المحصنة عام 1849

تعود تاريخ مليلية إلى الألفية الأولى قبل الميلاد، عندما استقر الفينيقيون في مكان أسموه روسادير، الذي يعني في الفينيقية "رأس عظيم". لعبت هذه المدينة دورًا استراتيجيًا على مر العصور بفضل موقعها الجغرافي المميز في البحر الأبيض المتوسط.
في القرن الثالث قبل الميلاد، كانت روسادير جزءًا من الإمبراطورية القرطاجية. بعد سقوط قرطاج، انتقلت المنطقة إلى الحكم الروماني في عام 42 قبل الميلاد، وأصبحت جزءًا من مقاطعة موريتانيا تينغيتانا الرومانية، التي كانت تُعتبر هيسبانيا ترانسفريتانا. بعد سقوط الإمبراطورية الرومانية الغربية، انتقلت المدينة إلى سيطرة القوط الغربيين، لتصبح جزءًا من هيسبانيا القوطية.
في القرن السادس، في عام 534، غزا الإمبراطور البيزنطي جستنيان الأول مليلية وأدرجها في الإمبراطورية البيزنطية. ومع ذلك، في عام 615، استعادت المدينة تحت حكم الملك القوطي سيسيبوتو. في عام 700، غزا الجيش المسلم بقيادة موسى بن نصير روسادير، معلنًا بداية الاحتلال الإسلامي للمنطقة.
ظل وضع مليلية مستقرًا نسبيًا حتى عام 1497، عندما تم احتلال المدينة، التي كانت قد تم التخلي عنها بسبب الصراعات مع سلطنة فاس، من قبل بيدرو دي إستوبينان إي فيروز، نيابة عن دوق ميدينا سيدونيا وبدعم من الملوك الكاثوليك. هذا الاحتلال شكل بداية الحقبة الإسبانية في مليلية.
في القرن الثامن عشر، تم حصار مليلية من قبل السلطان محمد الثالث بين عامي 1774 و1775. ومع ذلك، فشل الحصار بفضل مقاومة المدينة بقيادة القائد العام خوان شيرلوك، المدعوم من البريطانيين، مما أضاف بُعدًا دوليًا لهذا الحدث.
كانت مليلية قد تم الاعتراف بها كإنجاز إسباني في معاهدة السلام عام 1767. وتناولت معاهدات أخرى تم توقيعها في 1767 و1780 و1785 المدينة في سياق اتفاقيات السلام بين إسبانيا والقوى الأوروبية والإفريقية الأخرى. تم تحديد أراضي مليلية الإسبانية رسميًا بموجب معاهدة 14 نوفمبر 1863، مما عزز موقف إسبانيا في هذه المنطقة الاستراتيجية في شمال إفريقيا.

## العصر القديم
تعود أولى دلائل الوجود البشري في مليلية إلى العصور القديمة، قبل أن تصبح المدينة محصنة تحت الحكم الإسباني. تشير الاكتشافات الأثرية إلى أن المنطقة كانت مأهولة بالفينيقيين، ومن ثم القرطاجيين. كان هؤلاء الأشخاص، الذين جذبهم الموقع الاستراتيجي للمدينة، يستخدمونها على الأرجح كنقطة عبور تجاري وموقع صيد.
منذ القرن الأول قبل الميلاد، انتقلت المنطقة إلى السيطرة الرومانية، مما يمثل بداية فترة اندماج في الإمبراطورية المتوسطية. كانت مليلية في تلك الفترة جزءًا من مقاطعة موريتانيا تينغيتانا الرومانية، وهي منطقة تمتد عبر جزء كبير من شمال المغرب الحالي. أنشأ الرومان منشآت تجارية وبحرية، مستفيدين من موقع المدينة للسيطرة على الطرق البحرية في البحر الأبيض المتوسط.

## القرون الوسطى
أدى وصول العرب والبربر في عام 711، بعد غزو القوات الإسلامية لإسبانيا، إلى تعزيز الدور الاستراتيجي لمليلية. في عام 777، انتقلت المنطقة نهائيًا إلى سيطرة المملكة الإدريسية، وهي سلالة بربرية مارست تأثيرًا كبيرًا على التجارة المتوسطية وانتشار الإسلام في شمال إفريقيا. أصبحت مليلية بذلك ميناءً مزدهرًا، تكافح ضد القراصنة البربريين، ولكن أيضًا مركزًا للتبادل التجاري مع بقية العالم المتوسطي.
في عام 1497، خلال الاسترداد الإسباني، تم احتلال مليلية من قبل القوات التابعة لتاج قشتالة تحت قيادة الملك فرناندو الكاثوليكي. كان هذا الاستيلاء جزءًا من سلسلة من التوسعات الإسبانية على طول السواحل الإفريقية. تم تحصين المدينة وأصبحت حصنًا دفاعيًا ضد الهجمات الخارجية، خاصة من العثمانيين والقراصنة البربريين. كانت هذه بداية فترة طويلة من الاحتلال الإسباني استمرت حتى يومنا هذا.

## العصر الحديث
بدأت فترة مليلية الحديثة في القرن السادس عشر، عندما أصبحت المدينة نقطة استراتيجية للإسبان في كفاحهم ضد القراصنة البربريين. في هذه الفترة، عزز الإسبان تحصينات المدينة، وبنوا أسوارًا وأبراجًا ستصمد أمام العديد من الحصارات والهجمات في القرون التالية.
في القرن التاسع عشر، أصبحت مليلية مدينة عسكرية ذات أهمية بالغة. في عام 1859، خلال الحرب الإسبانية المغربية، غزا الجيش الإسباني مدينة طنجة، وعادت مليلية إلى السيطرة الإسبانية الكاملة. شكل هذا الصراع نقطة تحول في توسع النفوذ الإسباني في شمال إفريقيا. في عام 1860، أصبحت مليلية نقطة محورية في دفاع المستعمرات الإسبانية وظلت تحت الإدارة الإسبانية على الرغم من محاولات المغرب استعادتها.

### صراعات القرن العشرين وحرب الريف
تميزت العقود الأولى من القرن العشرين باندلاع صراعات جديدة. في عام 1921، شاركت مليلية في حرب الريف، وهي حرب استعمارية بين القوات الإسبانية والقبائل البربرية في الريف، التي قادها عبد الكريم. أصبحت مليلية، الواقعة بالقرب من الريف، هدفًا عسكريًا مهمًا للمتمردين. تظل معركة أنوال، التي أسفرت عن هزيمة إسبانية، واحدة من أبرز الحوادث في تاريخ المدينة العسكري.
خلال القرن العشرين، أصبحت مسألة السيادة على مليلية نقطة توتر مع المغرب بعد استقلاله. على الرغم من أن مليلية كانت جزءًا من الأراضي الإسبانية، إلا أن المغرب ظل يطالب بهذه المدينة بشكل مستمر، لا سيما بعد استقلاله في عام 1956. من جانبها، حافظت إسبانيا على وجودها في شمال إفريقيا وعززت روابطها مع المدينة، مزودة إياها بالبنية التحتية الكثيرة.

## العصر المعاصر
أصبحت مليلية، مثل سبتة المجاورة لها، مدينة ذاتية الحكم في عام 1995، مع وضع مشابه للمناطق الذاتية الحكم الإسبانية. تتمتع بقدر كبير من الاستقلال الإداري، لكنها لا تزال موضوعًا للنقاش الجيوسياسي بسبب موقعها الخاص في القارة الإفريقية.
تتميز تاريخ مليلية المعاصر بتبادلات ثقافية واجتماعية بين مجتمعاتها المختلفة، لا سيما بين السكان من أصل إسباني، البربر والعرب. تواصل المدينة تطورها، لكنها تبقى أيضًا نقطة توتر جيوسياسي مع المغرب، الذي يطالب بالسيادة على المدينتين الإسبانيتين، مليلية وسبتة.